# Distretto di Zurigo
Il distretto di Zurigo (Zürich in tedesco) è un distretto del Canton Zurigo, in Svizzera. Confina con i distretti di Dielsdorf a nord, di Bülach a nord-est, di Uster a est, di Meilen e di Horgen a sud, di Affoltern e di Dietikon a ovest. Il capoluogo è Zurigo. Comprende una parte del lago di Zurigo.
Amministrativamente dal 1989 comprende la sola città di Zurigo.

## Comuni
- Zurigo

### Divisioni
- 1872: Schwamendingen → Oerlikon, Schwamendingen

### Fusioni
- 1893: Aussersihl, Enge, Fluntern, Hirslanden, Hottingen, Leimbach, Oberstrass, Riesbach, Unterstrass, Wiedikon, Wipkingen, Wollishofen, Zurigo → Zurigo
- 1934: Affoltern, Albisrieden, Altstetten, Höngg, Oerlikon, Schwamendingen, Seebach, Witikon, Zurigo → Zurigo

### Variazioni
- 1986: Zollikon è assegnato al distretto di Meilen
- 1989: Birmensdorf, Dietikon, Geroldswil, Oberengstringen, Oetwil an der Limmat, Schlieren, Uitikon, Unterengstringen, Urdorf e Weiningen sono assegnati al distretto di Dietikon